# Abschnittsbesteuerung
Der Begriff Abschnittsbesteuerung ist ein Grundsatz aus dem deutschen Steuerrecht, nach dem die Besteuerungsgrundlagen immer auf regelmäßige Zeitabschnitte bezogen ermittelt werden. In Betracht kommen dafür das Kalender- oder Wirtschaftsjahr, das Quartal oder der Monat.
Das Prinzip findet sich vor allem in der Umsatzsteuer und den Ertragsteuern. Zugrunde liegt der Gedanke, dass nur die Umsätze, Einnahmen und Gewinne aus dem jeweiligen Abschnitt der Besteuerung unterworfen werden.
Besondere Bedeutung kommt der Abschnittbesteuerung hinsichtlich der rechtlichen Würdigung von steuererheblichen Sachverhalten zu. Weil jeder Veranlagungszeitraum für sich zu beurteilen ist, ergeben sich im Regelfall keine zeitraumübergreifenden Bindungen an die rechtliche Beurteilung in einer Vorperiode.
Die (fehlerhafte) Anerkennung eines steuermindernden Sachverhalts in Vorjahren bindet die Finanzbehörden auch dann nicht für die Zukunft, wenn diese Sachverhalte über mehrere Veranlagungszeiträume hinweg anerkannt wurden. Auch der Einwand, dass eine Nicht-Anerkennung gegen  den Grundsatz von Treu und Glauben verstößt, ist wegen des Prinzips der Abschnittsbesteuerung und der damit verbundenen ständigen rechtlichen Neubewertung der zugrundeliegenden Sachverhaltes nicht stichhaltig.
Eine Ausnahme für eine Bindung im Hinblick auf die steuerliche Behandlung über mehrere Zeiträume hinweg, ist nur durch eine kostenpflichtige Verbindliche Auskunft gem. § 89 Abs. 2 AO oder eine verbindliche Zusage (§ 204 AO) gegeben.